# أدولفو باوتيستا
أدولفو باوتيستا هيريرا (بالإسبانية: Adolfo Bautista Herrera) (مواليد 15 مايو 1979 في هيدالغو) لاعب كرة قدم مكسيكي يلعب حاليا في نادي غوادالاخارا المكسيكي .

## روابط خارجية
- أدولفو باوتيستا على موقع الاتحاد الدولي (مؤرشف)  (الإنجليزية)
- أدولفو باوتيستا على موقع الدوري الأمريكي (الإنجليزية)
- أدولفو باوتيستا على موقع قاعدة بيانات كرة القدم.إي يو (الإنجليزية)
- أدولفو باوتيستا على موقع ناشيونال فوتبول تيمز (الإنجليزية)
- أدولفو باوتيستا على موقع Soccerway.com (الإنجليزية)